# Serixia rondoni
Serixia rondoni är en skalbaggsart som beskrevs av Stefan von Breuning 1962. Serixia rondoni ingår i släktet Serixia och familjen långhorningar.
Artens utbredningsområde är Laos. Inga underarter finns listade i Catalogue of Life.